# Волтемстоу-Квінз-роуд (станція)
51°34′54″ пн. ш. 0°01′26″ зх. д. / 51.5817° пн. ш. 0.024° зх. д.

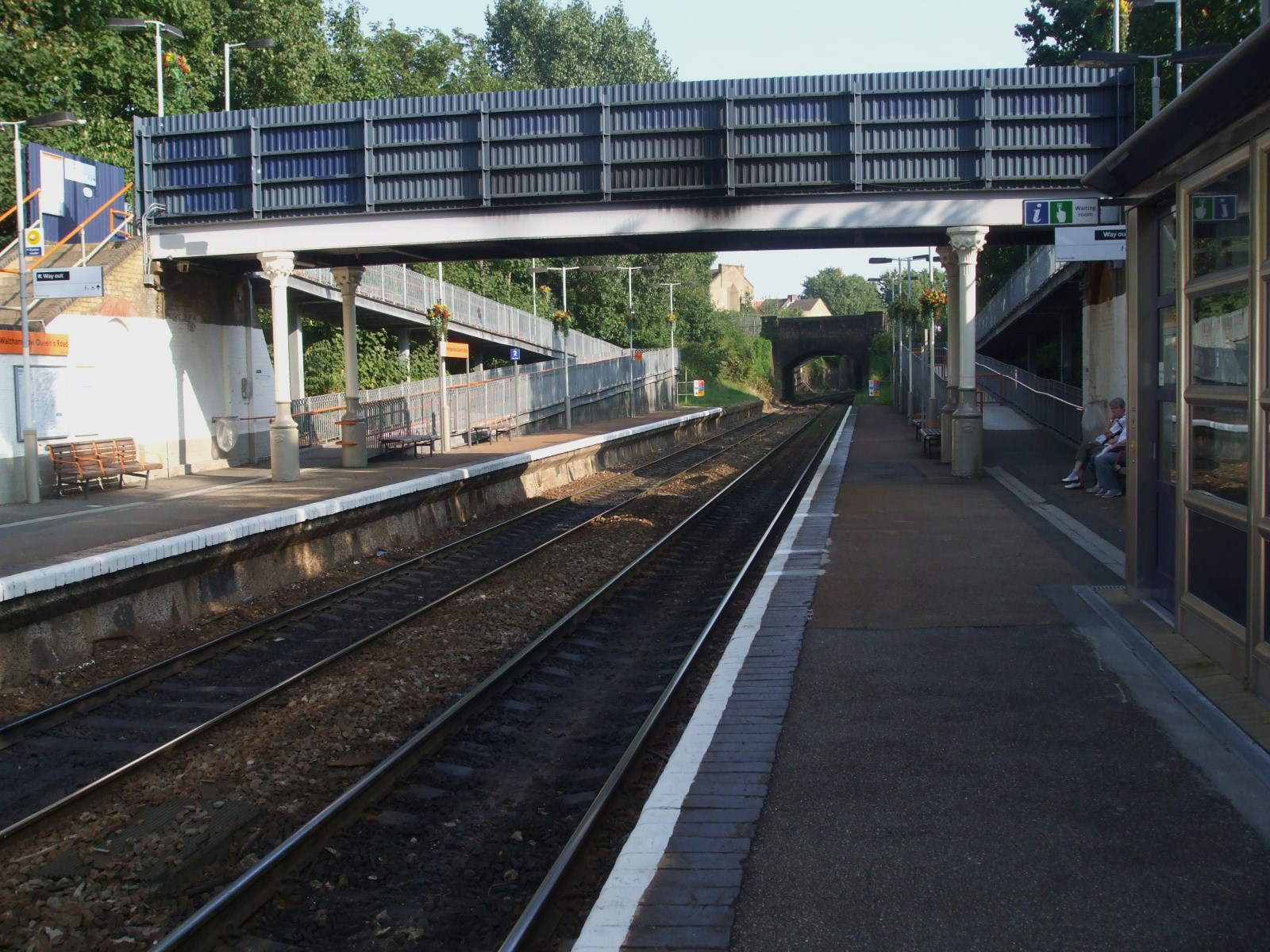
Наземні платформи станції Волтемстоу-Квінз-роуд

Волтемстоу-Квінз-роуд (англ. Walthamstow Queen's Road) — станція London Overground лінії Gospel Oak to Barking Line, розташована у районі Волтемстоу у 3-й тарифній зоні, за 13 км від станції Госпел-Оук В 2017 році пасажирообіг станції, для National Rail, склав 0.501 млн осіб

## Історія
- 9 липня 1894: станцію відкрито як Волтемстоу
- 6 травня 1968: станцію перейменовано на Волтемстоу-Квінз-роуд[3][4]

## Пересадки
- у кроковій досяжності знаходиться станція Волтемстоу-Сентрал